# 密毛岩蕨
密毛岩蕨（学名：Woodsia rosthorniana）为岩蕨科岩蕨属下的一个种。

## 扩展阅读
- 維基物種上的相關：密毛岩蕨